# احمد ابوغوش
احمد ابوغوش (عربی: أحمد أبو غوش‎؛ زادهٔ ۱ فوریهٔ ۱۹۹۶ در امان) یک تکواندوکار اهل اردن است.
وی در مسابقات المپیک ریو ۲۰۱۶ مدال طلای وزن دوم را کسب کرده است.

## افتخارات
در المپیک ۲۰۱۶ ریو، ابوغوش موفق شد، مدال طلای رشتهٔ تکواندو را در وزن ۶۸ کیلوگرم به دست آورد. این مدال، نخستین مدال اردن در بازی‌های المپیک بود.
وی هم‌چنین در بازی‌های آسیایی ۲۰۱۸ مدال برنز را برگردن آویخت.